# うわばみ

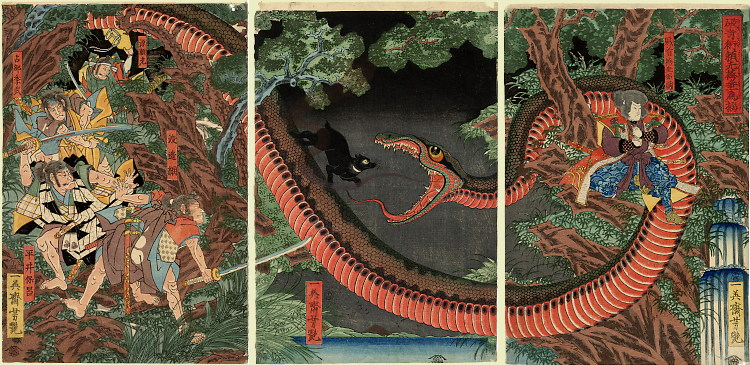
「四天王剿盗異録」、1806年の曲亭馬琴作と歌川豊国画の読本の中の源頼光、渡辺綱、卜部季武、藤原保昌によるうわばみ退治の様子

うわばみとは、大きなヘビのこと。漢字では蟒蛇と書くこともある。特にボア科のヘビを指す。伝説上の大蛇（おろち）を指すこともある。
大きなヘビを指す日本語としては、古代の「をろち（おろち）」に代わって15世紀頃から使われるようになった。
俗語では転じて、酒豪、大酒呑み（常習的かつ一度に大量の酒類を摂取する人物）を指す。大蛇が大きなものを丸飲みすることから、あるいは日本神話に登場するヤマタノオロチが酒に目が眩んで成敗された事から。